# Microphallus bittii
Microphallus bittii är en plattmaskart. Microphallus bittii ingår i släktet Microphallus och familjen Microphallidae. Inga underarter finns listade i Catalogue of Life.